# Břehy
Břehy (německy Bschech) jsou obec v okrese Pardubice v Pardubickém kraji. Žije zde přibližně 1 100 obyvatel. Obec má vybudován vodovod, kanalizaci, veřejný rozhlas a osvětlení, kabelové telefonní rozvody a je plynofikována. Většina ulic má živičný povrch. V obci je základní i mateřská škola, dvě dětská hřiště, tělocvična, fotbalové hřiště, tenisové kurty, nohejbalové hřiště, kurt na basketbal.
Na východ za obcí je rybník Buňkov, na jehož břehu se nachází stejnojmenný autokemp.

## Historie
Břehy jsou známy z 11. století (první písemná zmínka pochází z roku 1085), kdy spolu se sousední Přeloučí náležely pod klášter opatovický, stejně jako mnoho dalších obcí v kraji. Roku 1436 se dostaly na několik staletí pod panství pardubické prostřednictvím Diviše Bořka z Miletínka. V Břehách žil od roku 1844 jeden z vynálezců ruchadla – František Veverka (je pochován na přeloučském hřbitově). V obci pobývala i známá umělkyně Ema Destinnová.

## Obyvatelstvo
| Rok            | 1869 | 1880 | 1890 | 1900 | 1910 | 1921 | 1930 | 1950 | 1961 | 1970 | 1980 | 1991 | 2001 | 2011 | 2021  |
| -------------- | ---- | ---- | ---- | ---- | ---- | ---- | ---- | ---- | ---- | ---- | ---- | ---- | ---- | ---- | ----- |
| Počet obyvatel | 400  | 452  | 450  | 427  | 502  | 508  | 545  | 678  | 768  | 806  | 860  | 891  | 919  | 950  | 1 077 |
| Počet domů     | 46   | 49   | 50   | 55   | 67   | 81   | 107  | 187  | 195  | 214  | 236  | 286  | 304  | 325  | 372   |

## Obecní správa

### Obecní symboly
Znak a vlajka byly obci uděleny rozhodnutím předsedy Poslanecké sněmovny Parlamentu České republiky dne 26. dubna 1996.

## Pamětihodnosti
- Památník padlých občanů ve válce.
- Kříž na návsi.
- Výrovský mlýn – nechal vystavět rod Pernštejnů nejpozději po roce 1494, v roce 1507 převedl na údržbu nákladné stavení do poddanské sféry vlivu. Od počátku 50. let 20. století ve mlýně funguje malá vodní elektrárna.[7]
- Přeloučské zdymadlo s vodní elektrárnou a mostem[8]
- Do správního území obce zasahuje přírodní památka Černý Nadýmač.

## Významní rodáci
- Petr Jakeš (1940–2005) – český geolog a geochemik, docent Univerzity Karlovy v Praze.
- Mons. Vincenc Šetina (1876–1961) – katolický kněz, první pardubický arciděkan.

## Turistické trasy
- Naučná stezka Kolem rybníka Buňkov
- Naučná stezka Za záchranu lesa
- Labská cyklotrasa (2)

## Galerie

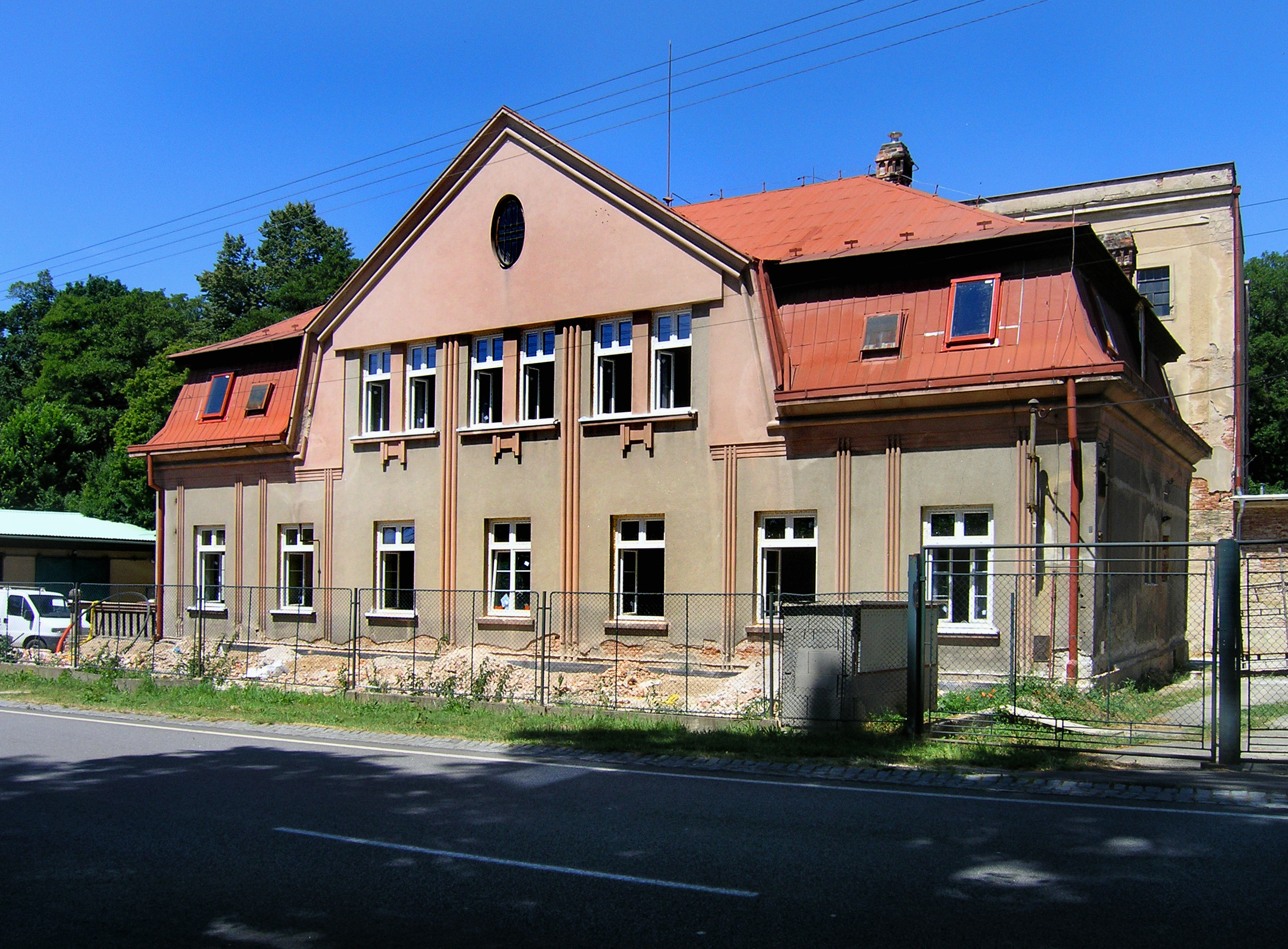
Přestavované průmyslové budovy na východě obce
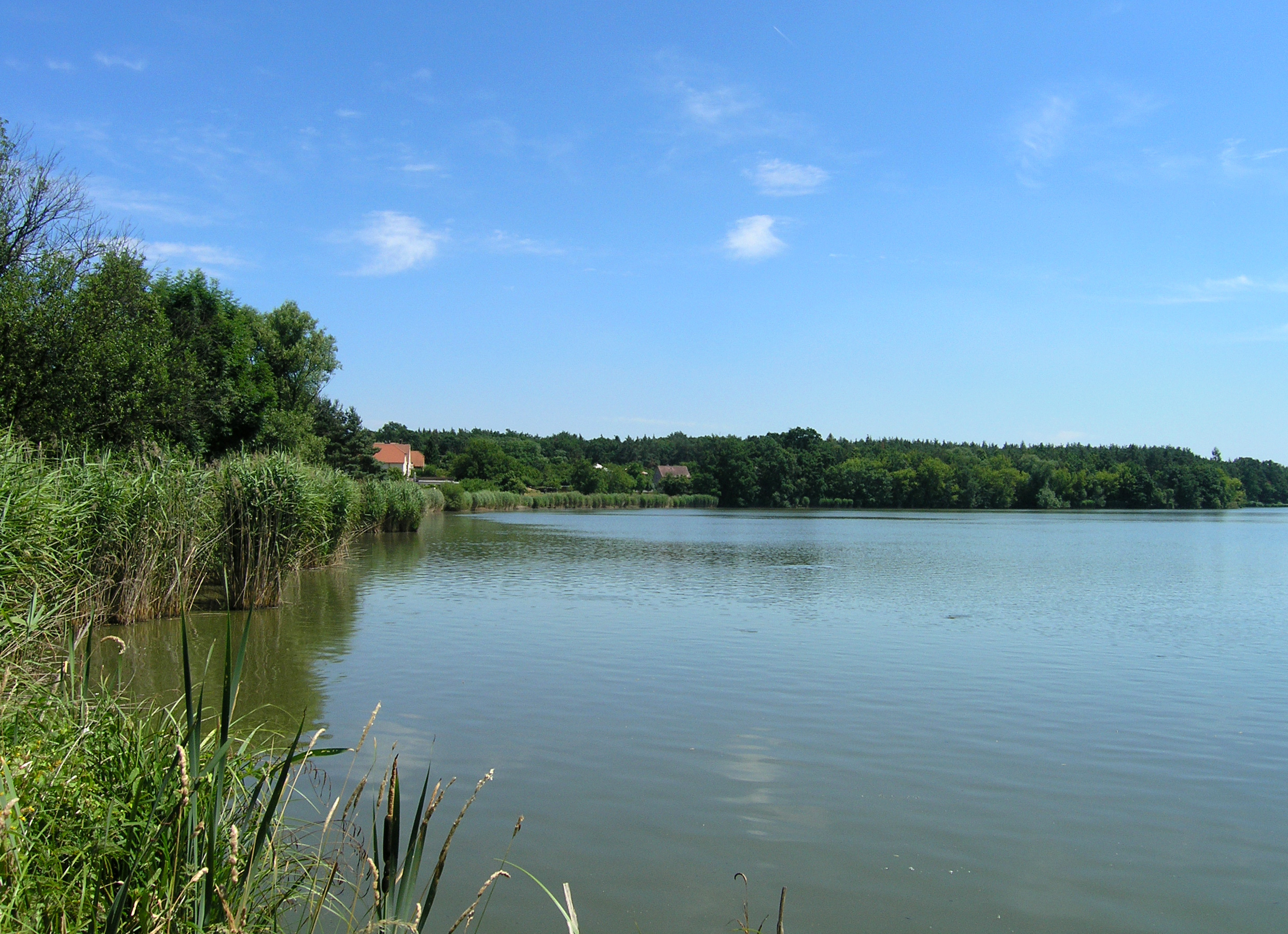
Rybník Buňkov je dominantou obce
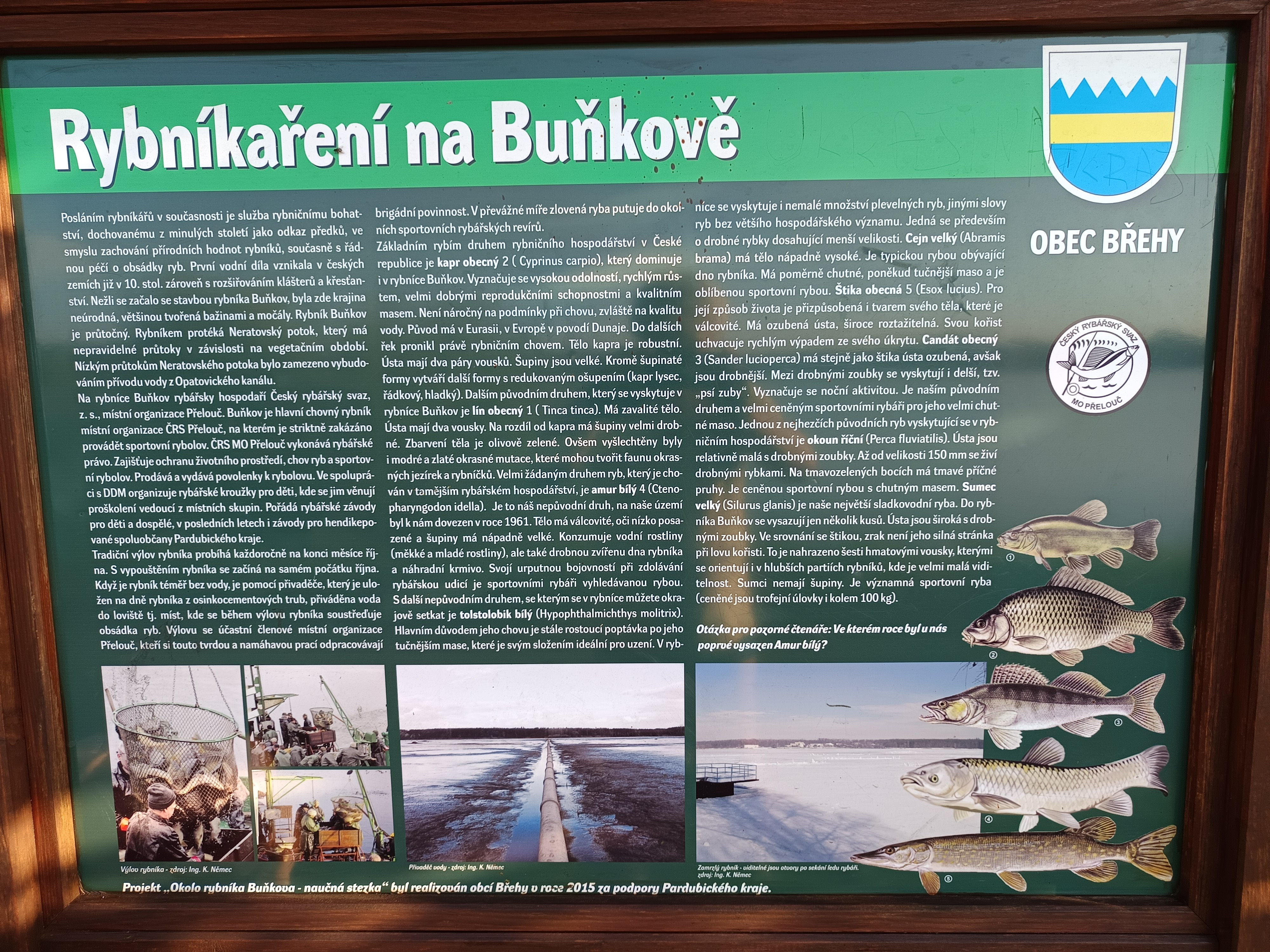
Naučná stezka Kolem rybníka Buňkov